# Taiyuan Wusu International Airport
Taiyuan Wusu International Airport (kinesiska: 太原武宿国际机场, 太原武宿國際機場) är en flygplats i Kina. Den ligger i den centrala delen av landet, 400 km sydväst om huvudstaden Peking. Taiyuan Wusu International Airport ligger 784 meter över havet.
Terrängen runt Taiyuan Wusu International Airport är platt åt sydväst, men åt nordost är den kuperad. Runt Taiyuan Wusu International Airport är det tätbefolkat, med 459 invånare per kvadratkilometer. Närmaste större samhälle är Taiyuan, 14,9 km norr om Taiyuan Wusu International Airport. Trakten runt Taiyuan Wusu International Airport består till största delen av jordbruksmark.